# Vlag van kraj Kamtsjatka
De vlag van kraj Kamtsjatka is een horizontale tweekleurige vlag van wit en blauw met een embleem. Het embleem is een aanpassing van het wapen van kraj Kamtsjatka: drie besneeuwde vulkaantoppen op de achtergrond van een rode zon omlijst door een ornament.
De vlag werd op 17 februari 2010 goedgekeurd door de wetgevende vergadering van kraj Kamtsjatka en werd op 1 juli 2010 in gebruik genomen.
Voor 2007 bestond het gebied dat nu kraj Kamtsjatka is uit twee federale gebieden die oblast Kamtsjatka en Korjakië heetten en dus werden in plaats daarvan hun respectievelijke vlaggen gebruikt.